# 港鐵貨場
港鐵東鐵綫在2010年6月15日前曾經兼營貨運服務，因此東鐵綫沿線設有多個貨場，供處理貨運列車的始發、維修貨運列車（及機車）等。

## 紅磡貨場

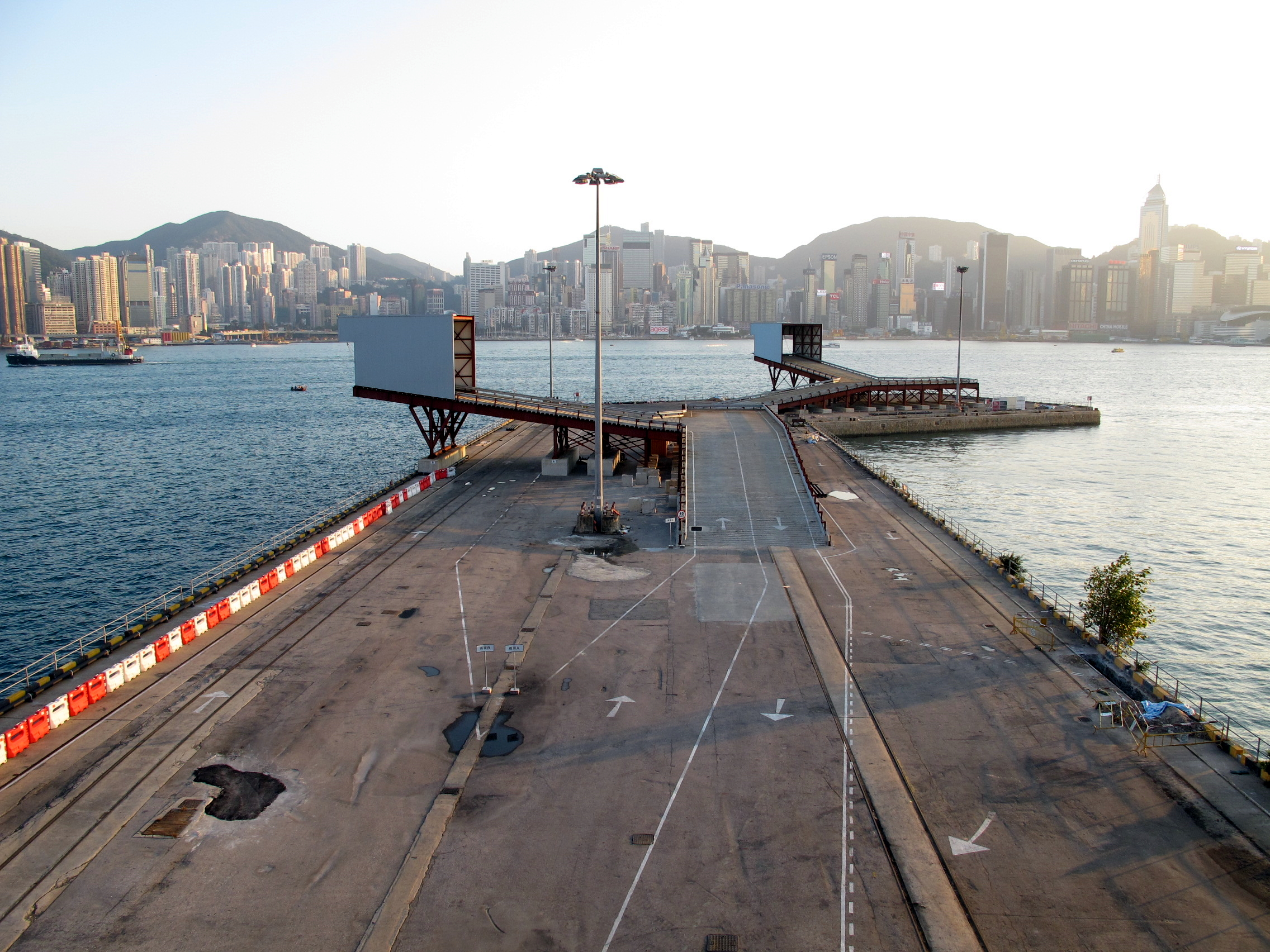
紅磡貨場（2012年）

紅磡貨場位於紅磡站東面地面，內有香港郵政國際郵件中心，上蓋為香港體育館，後增建九鐵與長江實業合作地產項目國際都會，大部份均為有蓋地方，但兩端仍設有露天部分，包括一個可供船隻停泊的碼頭。貨場裝有吊機，但用了一年即停用。除供貨運之外，亦設有機車行車室，供柴油機車進行清潔、入油等工作；另外，亦設有電子工場。停止使用之前，曾經有東鐵綫列車於此停泊過夜，而每日的尾班廣九直通車客車亦會暫泊於此。自港鐵於2010年停止貨運服務後，紅磡貨場只用作東鐵綫列車和機車停泊之用。
在2000年代，部份千九列車亦於此處上岸。2011年7月起，為配合觀塘綫延綫及沙中綫工程，南面的大部份露天地方均被圍封，並於10月起興建紅磡躉船轉運站。
隨著沙田至中環綫計劃的開展，本貨場於2012年7月16日正式關閉，並已改建成屯馬綫的紅磡站新月台及車廠。，新增車廠可停泊至少11列列車（因為屯馬綫八鄉車廠及大圍車廠未能容納所有列車，故此需要改建。廣九直通車就改往港鐵何東樓車廠停泊。
隨著紅磡站各項改建工程於2021年1月31日完工並交付車務部，紅磡貨場原址改建的列車停放處亦於同日啟用。

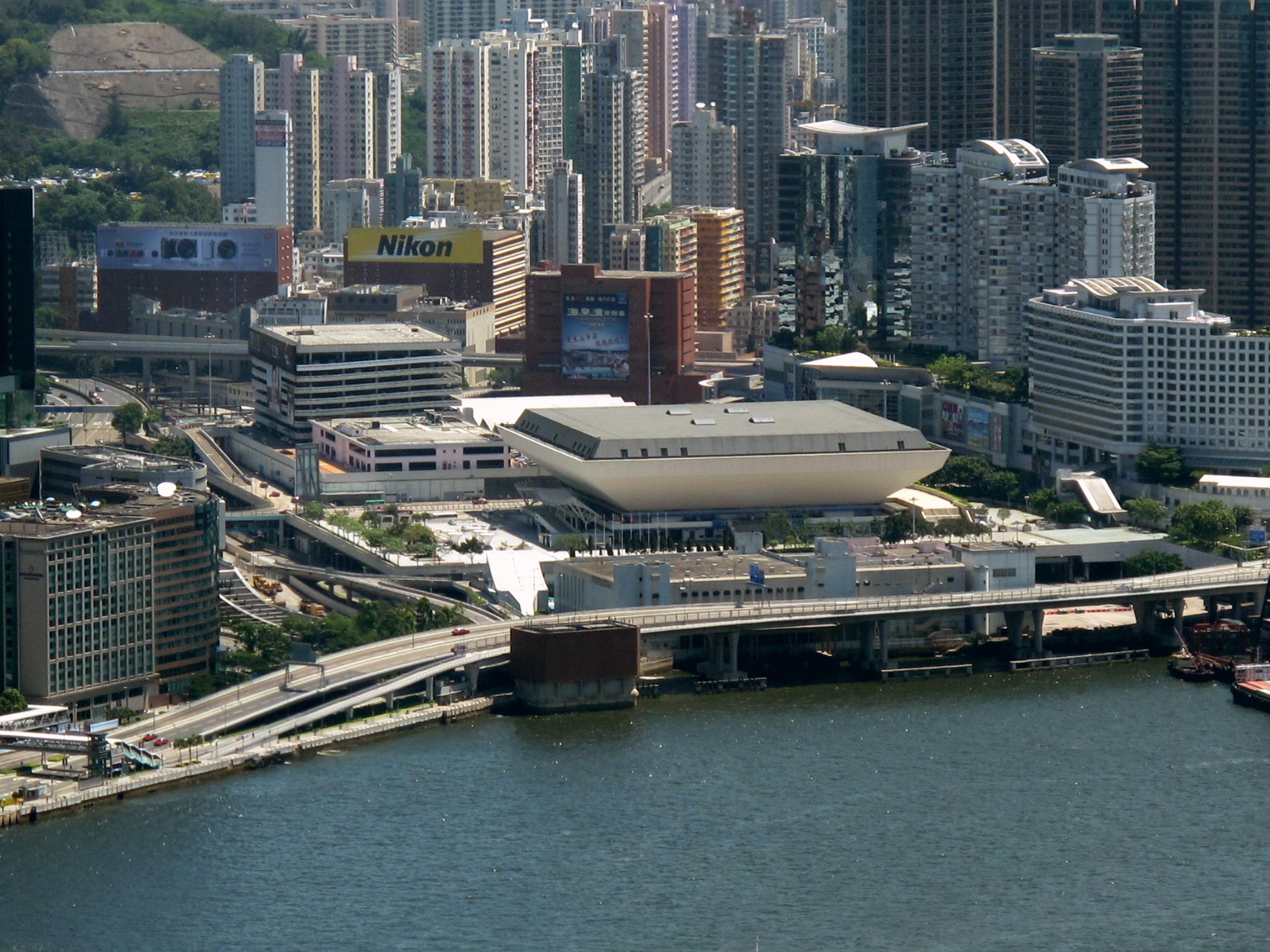
貨場上蓋
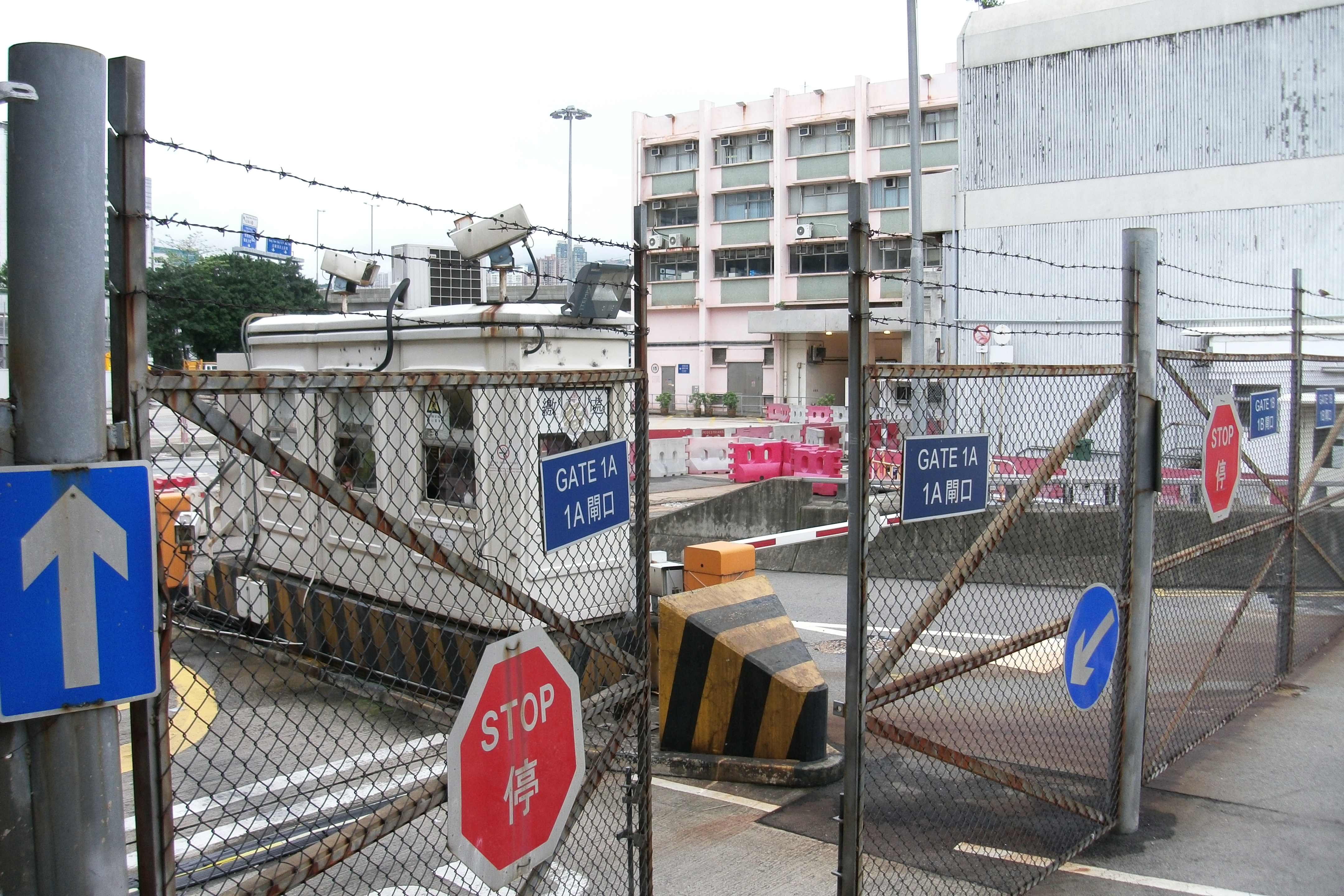
已封的貨場南面入口；右方白色建築為國際郵件中心，鐵路郵政車可直達
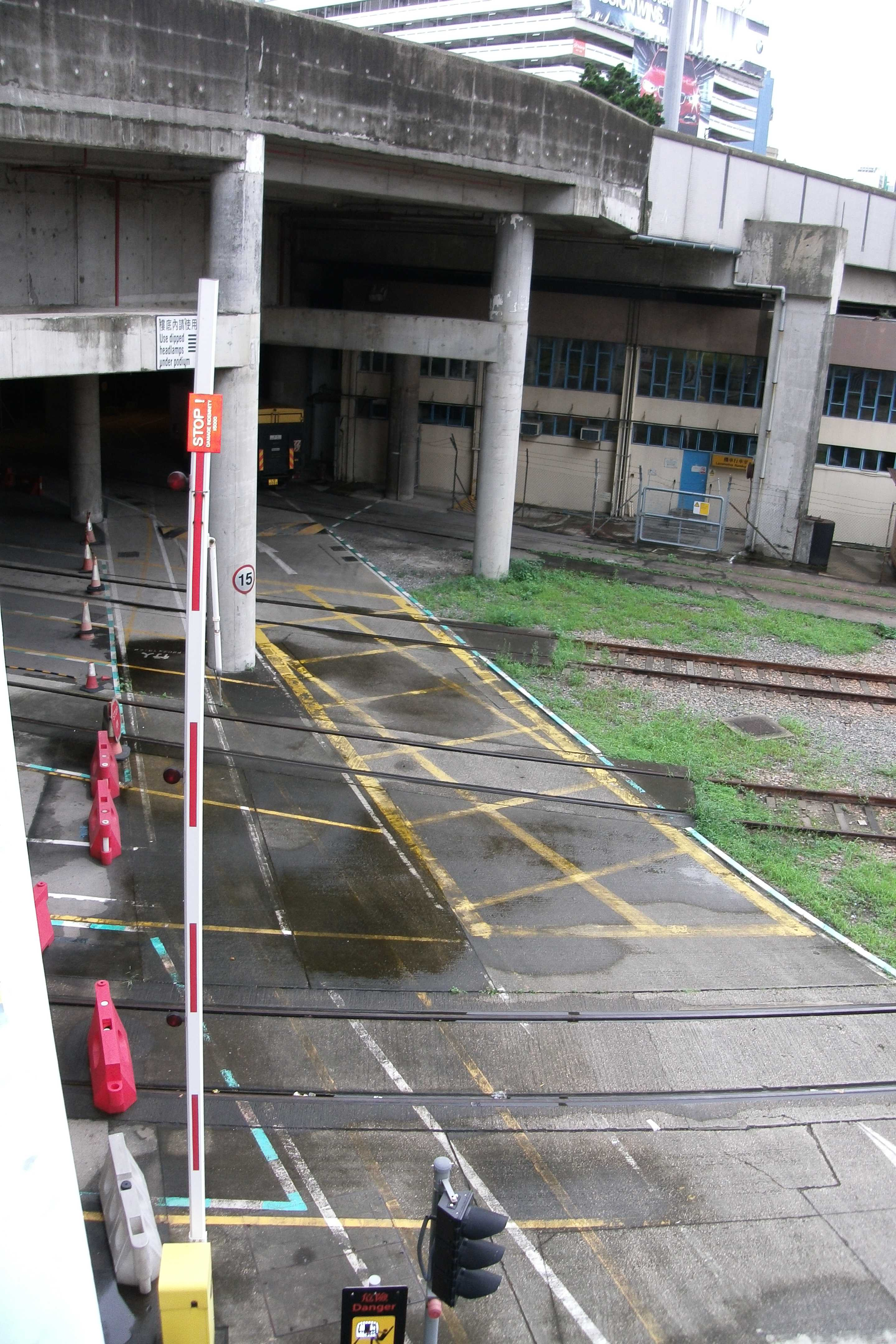
貨場北面入口

## 何文田貨場
何文田貨場，亦稱何文田牲口站，部分範圍重建成香港理工大學第八期校園（Z座）。原址位於東鐵綫旺角東站與紅磡站之間的隧道入口旁，前身為通往九廣鐵路英段尖沙咀站的正線，後來改以紅磡站為南行總站，正線變成側線（何文田側線），並成為貨場。因應三三四學制實施，貨場重建為理大Z座，並預留地下空間興建車輛輪對維修廠。
由於港鐵八鄉車廠及何東樓車廠設施，不足以應付列車輪對維修的需求。因此，港鐵於2024年1月起，將預留空間改建為新維修廠，預計於2025年7月完工啟用。
何文田貨場僅與北行路軌連接，需要前往紅磡貨場的列車需要經旺角東站調頭。

## 旺角貨場

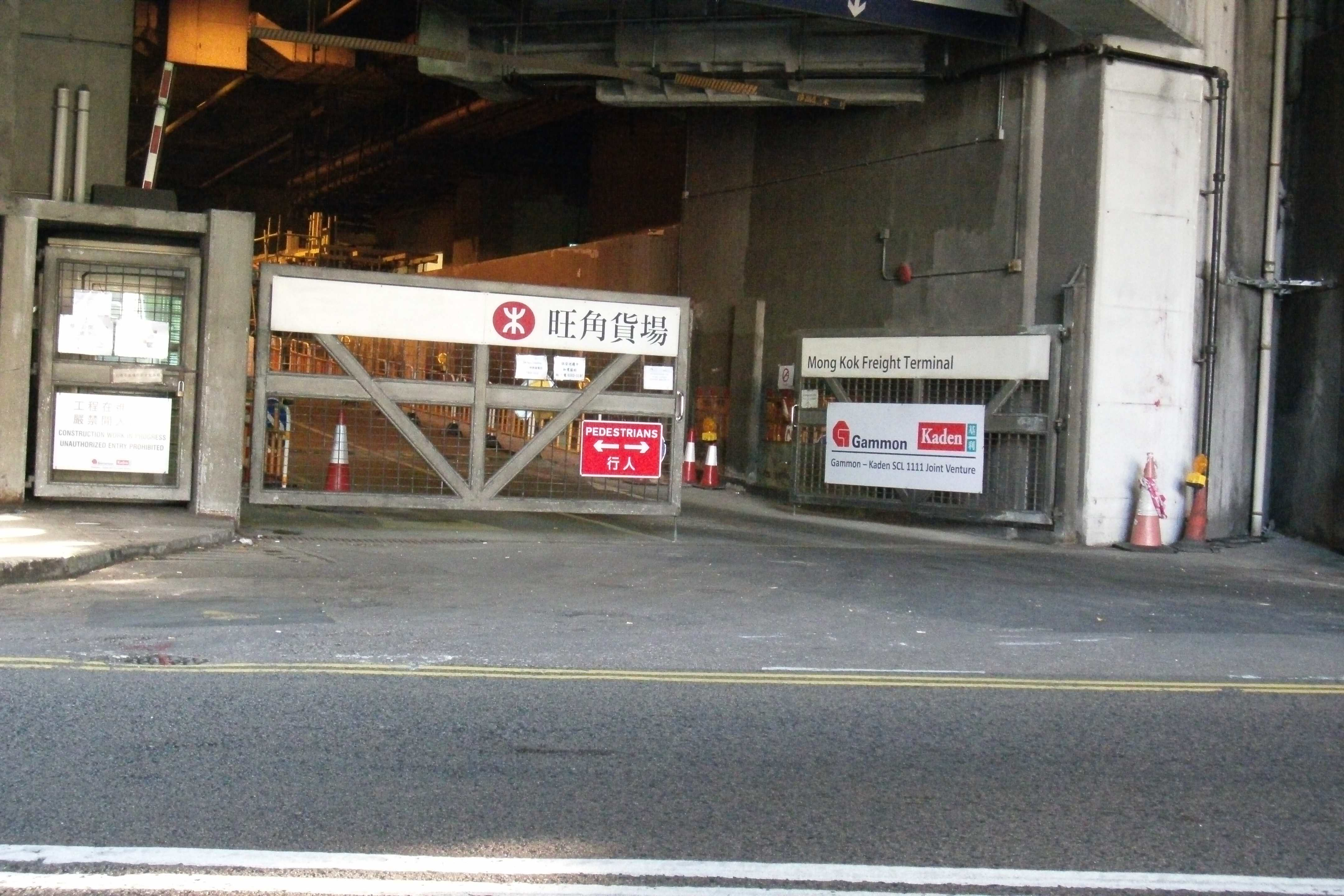
旺角貨場入口

旺角貨場，位於東鐵綫旺角東站側（新世紀廣場地庫樓層），曾改為嘉士伯（香港）物流中心。在沙田至中環線工程開展後，此處已重新投入服務，成為機務段。

## 沙田貨場
沙田貨場位於沙田站1號月台旁（可以從月台清楚見到），九鐵年代原位於何東樓車廠的軌道工場因要興建御龍山而曾被暫遷至沙田貨場，用作存放軌道、道碴和工程車等，直至2009年初軌道工場物資被遷回何東樓車廠，軌道工場亦被拆除。
而在東鐵綫新訊號系統啟用前、後的一段日子，沙田貨場曾分別用於停放僅設新系統的港鐵東鐵綫現代列車及CKD0A型柴油機車，以及退役的G16與G26型柴油機車。

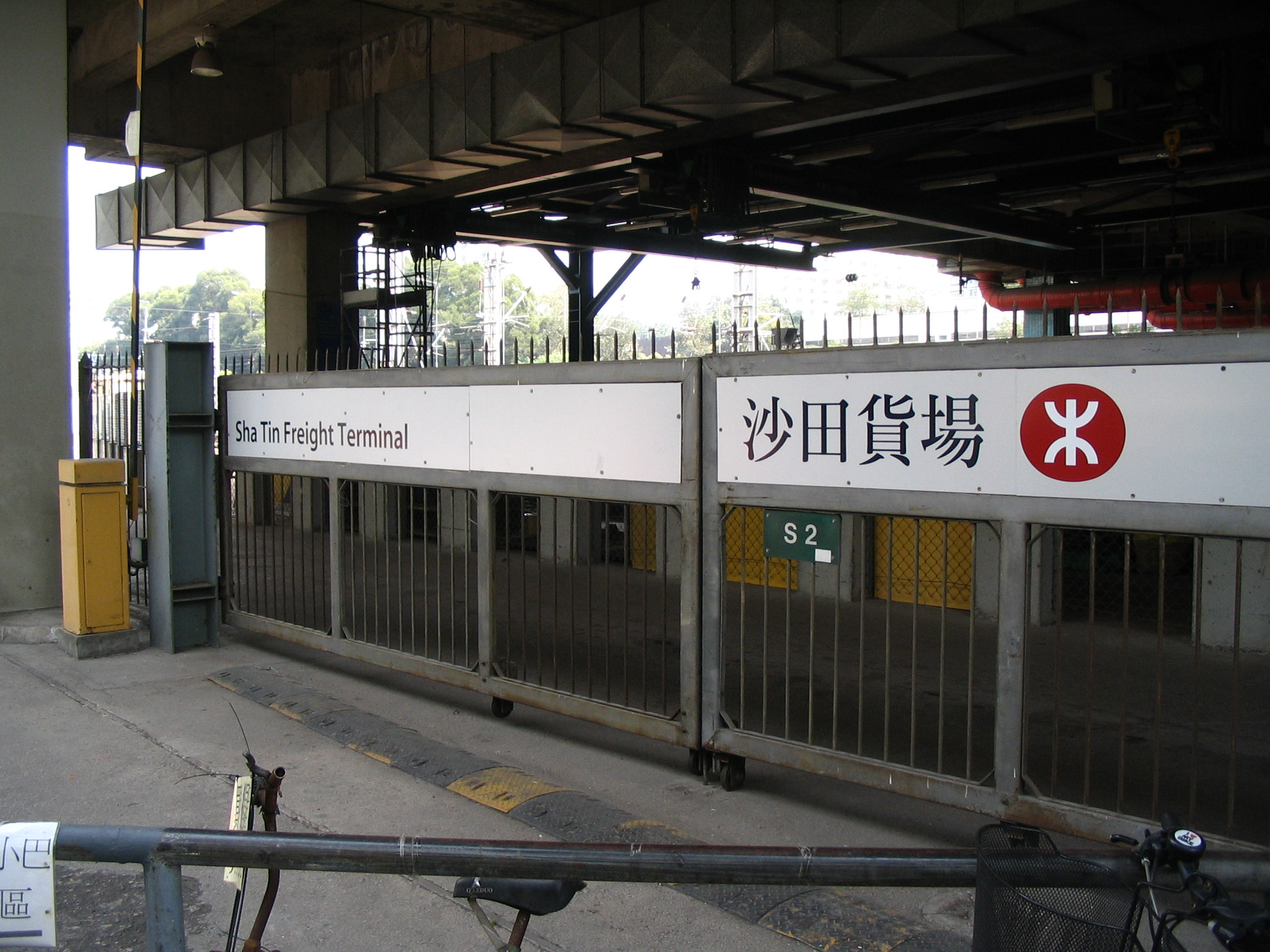
沙田貨場入口
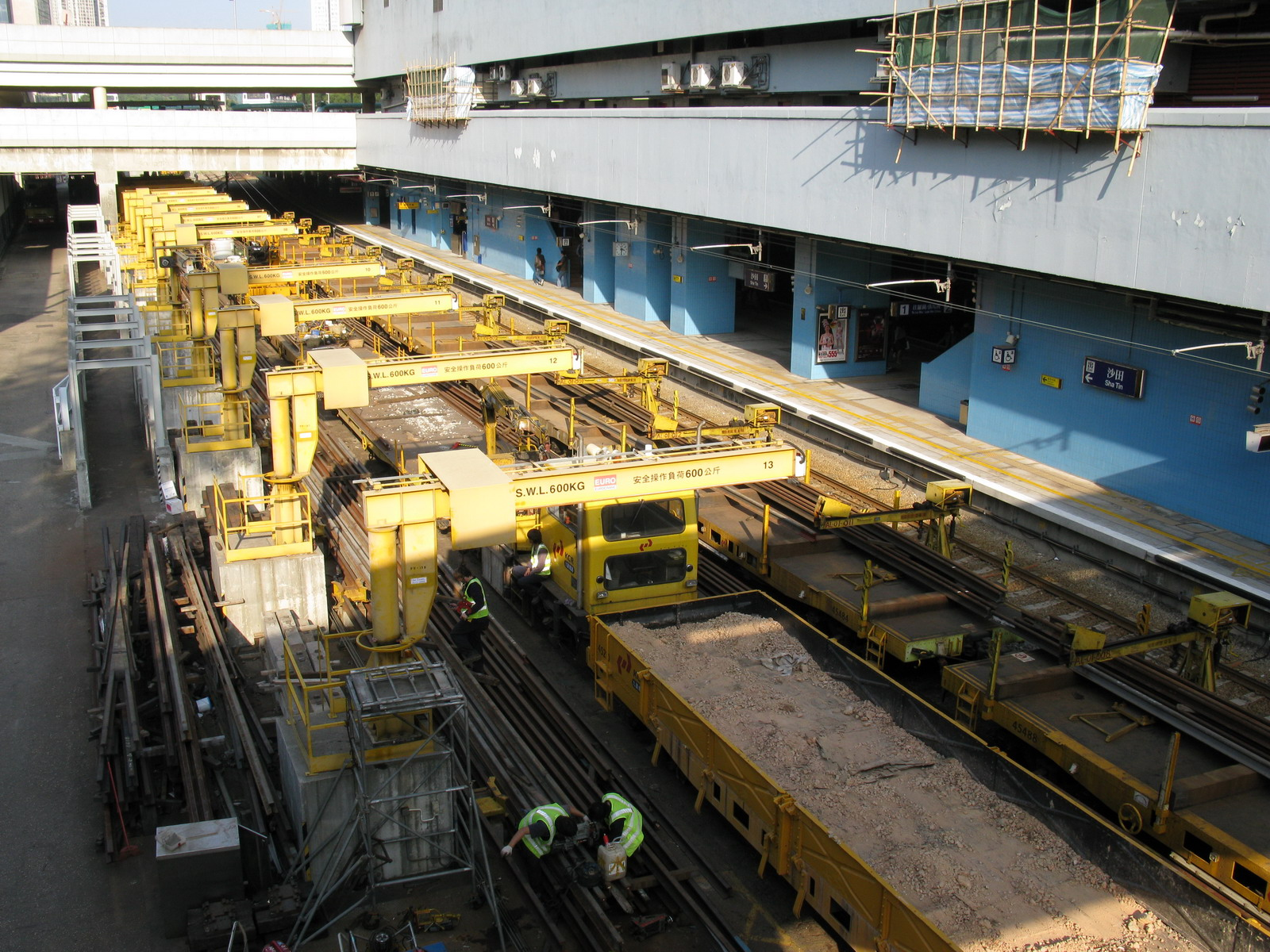
軌道工場

## 火炭貨場

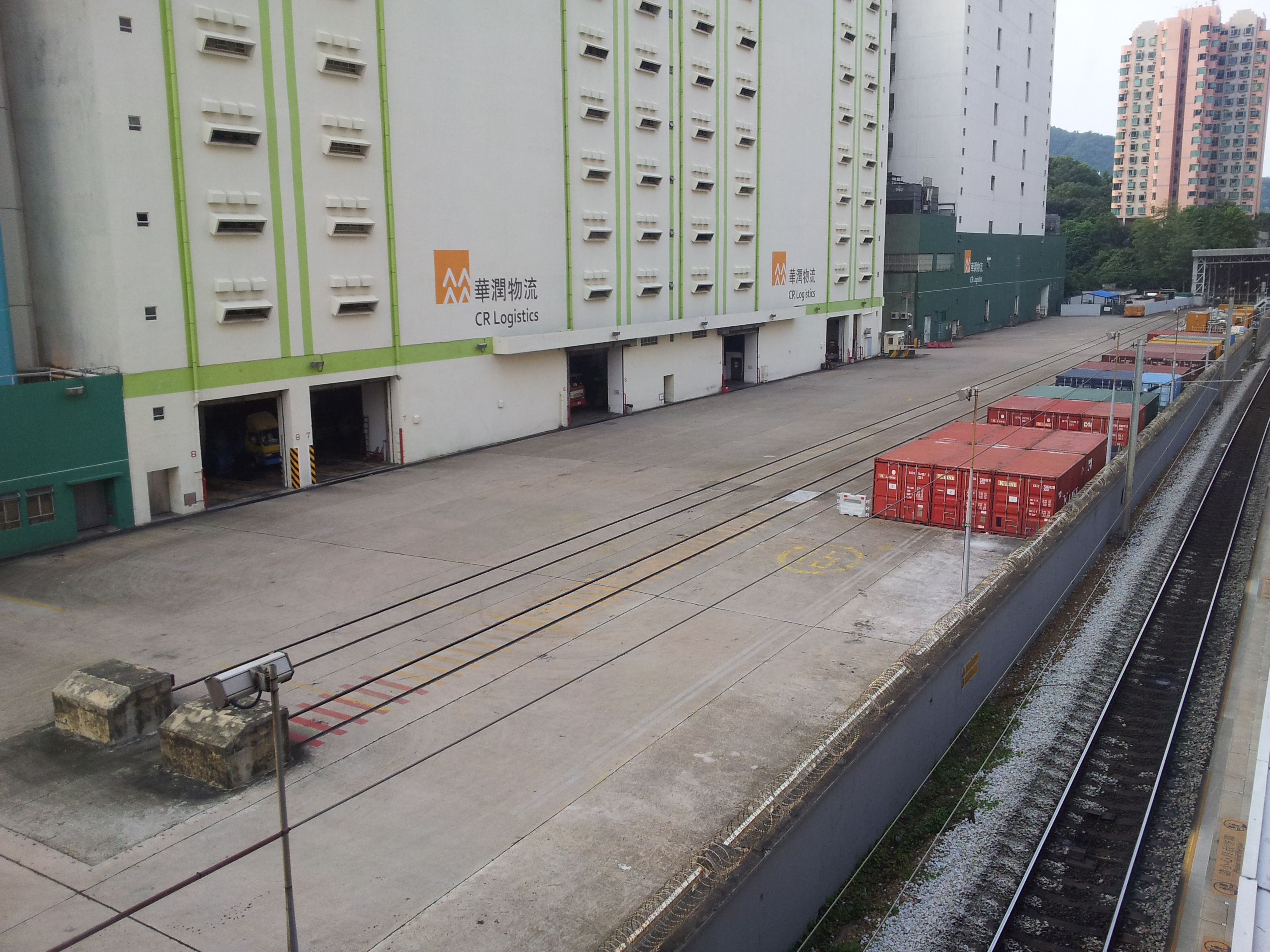
火炭貨場，右方路軌為火炭站

火炭貨場位於火炭站1號月台旁，使用量偏低，以往只有運載危險品的貨卡（由中國內地抵港之石油罐車班次，目前已經終止）或抵港訪問的內地健康快車使用。由於路軌設計缺陷，貨場僅連接北行路軌，貨運列車進入火炭貨場時有特定路線需要跟從。
東鐵綫南北走廊新列車（東鐵綫現代列車）運到香港時，由青衣九號貨櫃碼頭分三批（每日三卡）運到火炭貨場，並進行車卡併接、撕去保護膠紙及在車頭裝上港鐵標誌等工序，然後等待晚上列車服務停止後，由柴油機車牽引下，經北廠出入口運入何東樓車廠。而在沙田至中環綫工程中，此貨場亦用於組裝東鐵線新訊號系統組件。
當中期翻新列車由2019年起退役時，本貨場曾為解體線選址之一（但最終解體線定於羅湖編組站）；而在2017年11月22日凌晨，港鐵就在本貨場進行了一次舊車調離演習，由62及59號柴油機車牽引E92/E70列車進入擬設解體線，行駛路線與東鐵綫現代列車進廠相反。

## 上水屠房
上水屠房站位於上水站與羅湖站之間，在牲口全面改由貨車運送之前，本站每天均有運載牲口的貨運列車停泊卸貨，但改用貨車運送之後，本站亦改為列車停放處（停車側線）。

## 羅湖貨場
羅湖貨場位於羅湖站以南，為邊境禁區範圍之內，為所有貨運列車必經之處，曾用作停泊港鐵伊藤忠近畿川崎列車（SP1950及KRS991批次，已於2004年調入馬鞍山綫(SP1950批次)、2008年調入西鐵綫(KRS991批次)正式服務）；現時部分抵港港鐵東鐵綫現代列車亦因車廠未有充足空間容納，而暫時停泊在此。
於2022年3月，由於2019冠狀病毒病香港第五波疫情的緣故，導致大量跨境貨車司機染疫。為免影響香港日用品供應，羅湖貨場自同月2日起暫時恢復作跨境貨運之用。